# Pápa története
A Veszprém vármegyei Pápa település története.

## A végvár
A mohácsi csata időpontjában, amikor a török veszedelem az ország belső területein is kézzelfogható valósággá vált, Pápának még nem volt kiépített védműve, csak egy megerősített udvarház állt a mai várkastély helyén, maga a város azonban védtelen volt. Az első feljegyzett török támadás 1529-ben érte a várost és a környékbeli falvakat a Bécs felé menetelő hadak részéről, azonban nem kizárt – bár erről írásos emlék nem maradt fenn –, hogy portyázó csapatok már az 1526-os dúláskor elérték a várost, és minden bizonnyal az 1532-es hadjárat sem kerülte el. Valószínűleg ekkor épült ki az első gyenge földsánc a város körül.
A bajt súlyosbította, hogy a kettős királyválasztás után a földesurak is két pártra szakadtak, I. Ferdinánd és Szapolyai János hívei a török helyett egymás birtokait pusztították. Pápa Szapolyai saját birtoka volt, de mivel az Észak-Dunántúl értelemszerűen Ferdinándot támogatta, 1528-ban az uradalom Thurzó Elek országbíró kezébe került. Tőle szerezte meg 1535-ben az akkor még szintén Habsburg-párti Enyingi Török Bálint (a gyakorlatias főúr a biztonság kedvéért mindkét királytól kieszközölte az adománylevelet), aki viszont 1536-tól már Szapolyait támogatta, így Pápa és a környékbeli ellenpárti városok továbbra is támadták egymást, sőt a polgárháborús időszak nem ért véget Ferdinánd és Szapolyai 1538-as békekötésével sem. Török Bálint Buda elestekor, 1541-ben a török fogságába esett, ahonnan többé nem is tért vissza. Ellenségei kihasználták távollétét: 1542-ben Zrínyi Miklós, Szigetvár későbbi védője dúlta a pápai uradalmat, Borsosgyőr és Kup falvakat megszállta.
1543-ban a török újabb hadjáratot indított. A földesúr tiszttartója, meghallván, hogy a fehérvári Ulema bég Pápa ellen készül, megszökött a városból. Helyébe Török Bálint felesége, a szigligeti várban tartózkodó Pemfflinger Katalin Martonfalvay Imre deákot nevezte ki az uradalmi központ várnagyának. Martonfalvay a várat igen leromlott állapotban találta. Emlékirataiban így ír erről: „megláttam az várat, pusztán találám várassát épületlen, igen megbusulék rajta: …olyan hertelenséggel, amivel lehete, kezdém várát megtakarni és várassát raggatni és támogatni az palánkot, hol kidőlt s hol bedőlt”. Martonfalvay az erődítést saját birtokai jövedelméből finanszírozta, a várat sebtiben megerősíttette, a várőrség létszámát is felduzzasztotta. Így várta a támadást, amelyre 1543. augusztus végén került sor.
Az Emin szultán vezette tatár had közeledését látva Johannes Ungnad német várkapitány főembereivel együtt egy éjszaka elmenekült, így a katonai teendők is Martonfalvayra hárultak. A valódi ostrom azonban elmaradt: a tatárok, látván a megerősített várat és a védők elszántságát, némi pengeváltás után továbbvonultak Pápa alól. Amint Martonfalvaynál olvashatjuk: „…ami kevesen voltonk, harcolót bocsátánk ki ellenek; semmit hátra el nem hattonk tisztességönkbe, úgy cseleköttünk mint jámborok, oltalmaztok az mi kegyelmes asszonyonk városát mind levéssel, s mind kopjákkal elannyira, hogy egy sem vesze közölenk Isten kegyelmességéből. Látá Uloman bék, hogy semmit nem árthat nekönk; elmene az váras mellett nagy szégyenyére, de azért az Kemenös alját elraboltatta Ulomán bék, ki lén az egész földnek nagy romlására.”
Martonfalvayt nem tette elbizakodottá a siker: folytatta az erődítést, a bástyákat átépíttette, a falakat rövidebbre vette, hogy kevesebb emberrel is védhetővé tegye a várat, a falak mentén pedig árkot ásatott, melyet elárasztott a Tapolca vizével. Pápa 1555. október végén esett át újabb ostromon. Bár Velicsán, a fehérvári bég meglehetősen kis létszámú sereggel érkezett, az éjszakai támadás meglepte a védőket. A törökök több helyen áttörték a falat, a megrémült zsoldosokat Török Ferenc várkapitány és Martonfalvay csak nehezen tudták ellenállásra bírni, de végül a 600 főt számláló magyar, német és cseh katonaság visszaszorította a törököt: „… kezdék az kopjákkal lehánni az tereket mind az palánkról, s mind az töréstől; akkort láttam az lanzknecht kopjának használatos voltát. Úgy tágéták el az németek az ő vártájokról; onnét az bástyára és az mellette való palánkra oszla az terek. Az puskások onnét is elverék, látták, hogy semmit nem árthatnak, azután nem merének késni, nagy károkkal, szégyenekre elpironganak, sok lajtorjákat és holtestöket az váras árokjába hagyának, kiket el nem vihetének velök.”

### A város török kézen
I. Szulejmán halála után a török trónra gyengekezű uralkodók kerültek, a birodalom erejét egyébként is a Földközi-tengeri harcok kötötték le. Ennek köszönhető, hogy a következő negyven évben Pápát nem érte támadás, bár a pápai huszárok – olykor a koronás fők által kötött fegyverszüneteket is megszegve – gyakran portyáztak a hódoltság területén, illetve jelen voltak Koppány 1587., Székesfehérvár 1589. évi ostrománál. Török Ferenc halála után a főkapitányi tisztet rövid ideig Bornemissza János, majd Majthényi László viselte. Jellemző, hogy bár Pápa mindvégig magyar kézen volt, a törökök mégis a fehérvári szandzsák részének tekintették, a környék feltehetőleg a töröknek is adózott.
A veszedelmet a tizenöt éves háború hozta el újra. Huszár Pétert, aki 1588-tól volt pápai főkapitány, 1594. augusztus elején a Kodzsa Szinán nagyvezír által ostromolt Győr alá rendelték, így a vár védelme az alig egy hónapja Pápán állomásozó Christoph Priam kapitányra és Békásy Miklós alkapitányra maradt. A város mintegy 1000 fős, magyar–német helyőrséggel bírt. A lovasság igyekezett portyáival megzavarni a török sereg felvonulását és utánpótlását, egy alkalommal azonban Gázi Giráj kán tatár serege jelentős veszteséget okozott nekik. Az esetről Bél Mátyás tudósít: „…a tatárok lesből előrohantak és számuk s nyilaik erejével nemcsak a vitézeket, hanem lovaikat is kegyetlenül megsebezni és öldökölni kezdték, Békássi és Hatthalmi nyilaiktól átdöfve pedig nyomban elestek, a többiek elestek, s megfutamodva őket egészen a város kapujáig öldökölték; csak kevesen tértek vissza sértetlenül a városba.”
Győr elestének híre (augusztus 29.) óriási riadalmat okozott Pápán. Gázi Giráj kán levélben szólította fel a megmaradt védőket a vár feladására: „Ha ti is megadjátok a várat, megkegyelmezünk nektek, ha nem, Allahra esküszünk, biztosak lehettek abban, hogy mindannyiótokat levágunk.” A magyar katonák még kapitányuk elvesztése után is készek voltak a várat „életük utolsó pillanatáig” védeni, a német gyalogosok nyomására azonban október 2-áról 3-ára virradó éjszaka elhagyták Pápát, így a tatár sereg harc nélkül birtokba vehette a várat.
1594 őszén tehát ténylegesen is létrejött az addig csak török adóösszeírásokban létező pápai beglerbégség, az élére Idriz pasa, korábbi szegedi bég került. Az általa megszervezett pápai vilajet természetesen egészen kis területű volt, csak a várost és környékét foglalta magában, de hogy Pápa ilyen magas rangot kapott, jelzi, hogy tartományi központnak kívánták berendezni az Ausztria felé terjeszkedő birodalomban, nyilvánvalóan kedvező stratégiai helyzete miatt.
A törökök pápai tartózkodásáról keveset tudunk; a városból nemcsak a katonák, hanem a polgári lakosság zöme is elmenekült, a megszállók azonban a környékbeli falvakban megszerezhettek minden szükséges ellátmányt. A pápai törökök felprédáltak olyan területeket is, ahol nem jártak korábban: a város lett a kiindulópontja a rábaközi és alsó-ausztriai portyáknak.
A császári udvar természetesen különösen fenyegetve érezte magát, hiszen a török két erősséget is birtokolt Bécs tőszomszédságában: Pápát és Győrt. 1597 nyarán Magyaróvár alatt mintegy huszonnégyezer fős sereg gyülekezett, köztük vallonok, olaszok, németek, csehek és természetesen magyarok. A haditanács tárgyalásain több haditervet megvitattak, Buda, Eger, Győr ostroma is szóba került. Pápa ostromát többek között Nádasdy Ferenc, a Fekete Bég szorgalmazta, nem utolsósorban azért, mert neki magának is a közelben voltak birtokai, melyek három éve ki voltak téve a török pusztításának. A fő ellenvetés az volt, hogy a város távol esik a hajózható folyóktól, így nehéz volt megoldani az utánpótlást, Pápa visszavétele ugyanakkor megkönnyíthette Győr vagy Fehérvár későbbi visszafoglalását. Végül ennek az álláspontnak sikerült megnyerni a nemzetközi hadak fővezérét, Miksa főherceget. A sereg Giorgio Basta, Batthyányi Ferenc, Török István és Dersffy Ferenc vezetésével augusztus 9-én indult el a táborhelyről és 13-án, a Rábán átkelve ért Pápa alá.
Szemender, Pápa török kapitánya, aki 1596-ban váltotta fel Idriz pasát, felkészült az ostromra: a belső vár körül árkot ásatott és a tó vizével elárasztotta, hogy ha a város elesik, oda seregével visszavonulhasson. Ezenfelül jelentős élelmiszerkészletet halmozott fel és húsz nagyobb ágyút hozatott a várba. A várőrség ezer-ezerötszáz főt tehetett ki.
A keresztény sereg, melyhez Pápa alatt Zrínyi György gróf is csatlakozott, a vár déli-délnyugati oldalán, a borsosgyőri határban ütött tábort. A franciák és a magyarok Nádasdy vezetésével a délnyugati bástya alatt, a bajor és sváb gyalogság a délkeleti rondellával szemben, köztük a déli oldal mentén a vallon tüzérség állt fel három csoportban. A török a várból ágyúzással igyekezett gátolni az ostromárkok kiépítését és a sereg felfejlődését. 16-ától viszont a keresztény tüzérség is viszonozta az ágyútüzet, mégpedig eredményesen: a várfal összeomlott, Miksa fővezér parancsára 19-én megindult a támadás. Az ostrom részleteiről Istvánffy Miklós számol be: „Haladék nélkül megszólalván a kürtök és dobok, a falakra rohantak, a franciák és olaszok nagy vitézül felkapaszkodnak és kitűzik zászlóikat a sánc tetejére… bátorsággal érnek fel a sáncra a magyarok… a németek sem tágítanak a mások vitézségének utánzásától, úgy, hogy a mieink mindenfelől győztesen, habár vitézül és igen véresen ellenálló törököket hátrálásra és rendetlen futásban a várba vonulásra kényszerítették.”
A belső várba szorult Szemender pasa 19-én este tárgyalásokat kezdett a megadásról Dersffy Ferenc követtel. A főherceg írásban ígéretet tett, hogy a törökök az északi kapun keresztül békével elhagyhatják a várat és távozhatnak Veszprém felé, de hátra kellett hagyniuk mindenüket: „fedetlen fővel, szablya, kabát, felöltő, pénz és bármiféle fegyver nélkül” kellett távozniuk. A fegyelmezetlen zsoldossereg azonban nem tartotta meg az egyezséget: augusztus 20-án délután, amint a négy-ötszáz török elhagyta a várkaput, „az olaszok és vallonok semmire sem becsülvén a közjogi eljárást, elkezdték a várból kivonuló törököket dárdával és karddal kegyetlenül szurdalni és vagdalni… pillanatnyi idő alatt háromszázat kaszaboltak le a meghódoltakból. A megijedt és reszkető Semendert, aki az Isten és az emberek segítségéért rimánkodik, csakhamar kiragadja gróf Zrínyi a veszedelemből.”
Az életben maradt törökök viszont még ezután sem távozhattak békében. Alig távolodtak el ugyanis pár száz méterre, amikor a várat hatalmas robbanás rázta meg, körülbelül 500 katona halálát és a teljes belső vár romba dőlését okozva. Mivel nyilván azt hitték, hogy Szemender állított csapdát a várban, Miksa parancsára a törököket azonnal elfogták, visszahurcolták és vasra verték. A lefolytatott vizsgálat azonban kimutatta, hogy a robbanást a zsákmányra éhes német zsoldosok okozták, akik lobogó fáklyák fényénél kutatták át a várat, így a lőporpincét is. Az ártatlannak bizonyult törököket augusztus 23-án valóban szabadon bocsátották.

### Vallonlázadás
A keresztény sereg néhány napos pihenő után visszatért Magyaróvárra, a pápai várban 2000 fős német–magyar helyőrséget hagytak. A város élére Miksa Andreas von Hofkirchen ezredest nevezte ki, annak betegsége miatt azonban hallgatólagosan, majd 1598 januárjától hivatalosan is Maróthy Mihály viselte a főkapitányi tisztséget. A három évvel korábban elmenekült polgárság már augusztus végén elkezdett visszaköltözni. A vár Simon Malatesta és Jerôme la Marche irányításával újjáépült, a visszatérő polgárság és a környék lakossága szeptember végéig a helyreállításon dolgozott, sőt a szomszédos vármegyékből is rendeltek munkásokat Pápára erődítésére.
1598 végén hét zászlóaljnyi, mintegy 1500 fős vallon hadtestet helyeztek Pápára a magyar–német helyőrség mellé. Az államkincstár kimerülése miatt elmaradozó zsoldfizetést a vallonok a város és környéke sarcolásával pótolták, mígnem elégedetlenségük nyílt lázadásba torkollt: 1600. május 11-én átvették a vár irányítását, majd mivel sérelmeiket továbbra sem orvosolták, június elején lefegyverezték a magyar és német őrséget. Maróthyt és tisztjeit bezárták, ellenben a Pápán fogva tartott törököket elengedték és velük a budai pasának megüzenték, hogy ha elmaradt zsoldjukat – mintegy 100 000 dukátot – kifizeti, Pápát a kezére adják.

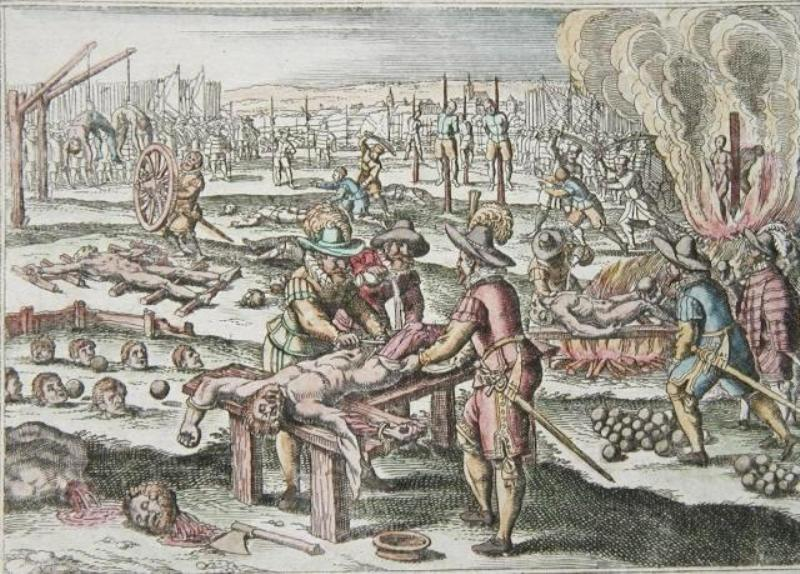
Merian 1629-ben készült Pápai Vallonlázadás utáni kínzások metszete

A törökök bizalmatlankodtak, mindössze hatvan lovast és egyhavi zsoldot küldtek Pápára. Késlekedésükkel nagy lehetőséget szalaszottak el, mert eközben egy magyar tisztnek, Wathay Ferencnek sikerült kitörnie a várból és hírt adnia a lázadásról. Június 24-én a 9000 fős győri magyar–német sereg Adolf von Schwarzenberg vezetésével körülzárta a várat. Miután a lázadók a megtorlástól való félelmükben elutasították Schwarzenberg ajánlatát, melyben az elmaradt zsold megfizetését és büntetlenséget ígért, megkezdődött a két hónapig tartó ostrom.
A várost blokád alá vették, hogy kiéheztetéssel bírják jobb belátásra a lázadókat. A határban álló malom elfoglalásával a várbelieket megfosztották fő élelemforrásuktól, így július 29-én a vallonok megkísérelték a kitörést. A heves harc során Schwarzenberg herceg is elesett, de a zendülőket végül visszaszorították a várba.
A sereg vezetését átvevő Nádasdy Ferenc báró a kiéheztetés mellett a megfélemlítés taktikáját választotta: a foglyul ejtett lázadókat élve megnyúzatta a várbeliek szeme láttára. Miután élelmük elfogyott és helyzetük tarthatatlanná vált, a vallonok augusztus 10-én éjszaka az egyébként is félig kiszáradt, mocsaras tó vizét szalmával és deszkákkal átjárhatóvá tették és ezen keresztül kilopakodtak a várból és megpróbáltak eljutni Fehérvárra. A szökést azonban rövidesen észrevették; a menekülők nem juthattak messzire, Nádasdy csapatai Városlődnél utolérték őket és többségüket heves harc közben levágták.
A fogságba esett vallonok közül a közkatonákat Pápán, a tiszteket Bécsben végezték ki válogatott kínzások után, sokukat karóba húzták, amint a korabeli metszeteken látható. Néhány százan mégis eljutottak Fehérvárra és a pasa szolgálatába álltak, alig egy hónappal később viszontlátjuk őket török oldalon Kanizsa ostrománál, majd Fehérvár és Buda védői közt.

## Külső hivatkozások
- Régi metszetek, festmények és rajzok a Jókai Mór Városi Könyvtár honlapján
- Abbcenter Pápa oldala Archiválva 2021. március 16-i dátummal a Wayback Machine-ben